# Jeroesjalmie
Onder de term Jeroesjalmie (of Engels: Yerushalmi) vallen de Asjkenazisch charedisch (ultraorthodox) joodse bewegingen die al sinds geruime tijd voor de oprichting van de staat Israël in Jeruzalem aanwezig zijn.
De meesten zijn de afstammelingen van immigranten afkomstig uit Hongarije, die tussen 1850 en 1930 naar Jeruzalem gekomen zijn. Bewegingen die later zijn gekomen en hun eigen identiteit behouden hebben, zoals Ger en Belz, vallen niet onder de noemer Yerushalmi, ook al zijn deze bewegingen met hun Rebbes in Jeruzalem gevestigd.
Op sjabbat en joodse feestdagen dragen de getrouwde mannen goudgele jassen met blauwe streepjes, een shtreimel, en op vrijdagavond een glimmende bruine mantel erbij.
Doordeweeks dragen de meesten zwarte jassen en kleine platte ronde hoeden. Sommigen, zoals bij Dushinsky, dragen hogere hoeden. Velen dragen witte, gebreide keppels met een pluimpje, in plaats van de zwarte keppels die andere charedische joden dragen.
Tot de Yerushalmi joden behoort ook de uiterst controversiële extreem antizionistische Netoeré Karta-beweging.
De meeste Jeroesjalmie joden zijn fel antizionistisch, in de traditie van Groot Rabbijn Joel Teitelbaum van Satmer, schrijver van het boek Vayoel Moshe.
Niet alle Jeroesjalmie joden zijn chassidim. Zo bestaat Neturé Karta uit mitnagdiem, nakomelingen van de Talmidé HaGra ('Studenten van de Gra'). De Gra, een acroniem voor 'HaGaon Raw Eliyahu' ('de grote rabbijn Eliyahu'), was een groot rabbijn in Vilnius, Litouwen, en fel tegenstander van het chassidisme.
Een overkoepelende raad van Jeroesjalmie-joden is de Edah HaChareidis, ofwel 'raad van vrezenden.' Deze organisatie wordt geleid door een raad van vijf tot zeven oude geleerde rabbijnen van groot gezag, afgezanten van de aangesloten bewegingen.
Er bestaat ook een eigen taal: Jeroeshalmie Jiddisch. Dit is een vorm van Jiddisch die sterk op Duits lijkt. Veel Jeroesjalmie joden spreken ook goed Duits.

## Aangesloten bewegingen
De grens van welke beweging wel en niet onder de noemer Jeroesjalmie valt is erg vaag. Onderstaand enkele voorname bewegingen die zonder twijfel hiertoe behoren.
- Shomér Emoeniem
- Toldos Aharon
- Toldos Avrohom Yitzchok
- Netoeré Karta
- Dushinsky